# Eleutherodactylus blairhedgesi
Eleutherodactylus blairhedgesi är en groddjursart som beskrevs av Estrada, Díaz och Juan Manuel Rodriguez 1998. Eleutherodactylus blairhedgesi ingår i släktet Eleutherodactylus och familjen Eleutherodactylidae. IUCN kategoriserar arten globalt som akut hotad. Inga underarter finns listade i Catalogue of Life.